# VGM 1927
La VMG 1927 era una metralladora lleugera dissenyada per Heinrich Vollmer.
El 1916 Heinrich Vollmer va començar a dissenyar una nova metralladora lleugera. Aquesta nova metralladora es va conèixer com a MG Vollmer, més tard com a VMG 1927.
Consistia en una metralladora molt simple, de 78 peces, i les seves competidores contemporànies, com la MG08/15 consistia en 383 peces. Operava amb un sistema de retrocés curt, amb un sistema de forrellat rotatori. Era alimentada per un carregador de tambor de poca capacitat, que estava situat sota del rebedor.
El 1927 Vollmer també va obtenir una patent per la creació d'un nou mecanisme de foc d'armes. Més tard, Vollmer va fer una cooperació amb Mauser Werke i van crear la MV31. Va ser proposada per a l'Exèrcit Alemany, però no va ser acceptada després d'unes proves per la IWG (Inspektion für Waffen und Gerät). Aquella metralladora tenia un ràpid canvi de canó i disparava des d'un carregador de tambor.
Només queden 2 exemplars d'aquesta arma, els quals estan a Wehrtechnische Studiensammlung Koblenz i l'altre a Vojenský historický ústav Praha.